# Paul Laurence Dunbar
Pour les articles homonymes, voir Dunbar (homonymie).
Œuvres principales
Discovered, Lyrics of Lowly Life
Paul Laurence Dunbar, né le 27 juin 1872 à Dayton dans l’Ohio et mort le 9 février 1906  dans cette même ville, est un écrivain américain.

## Biographie
Paul Laurence Dunbar est le fils d’esclaves du Kentucky avant la Guerre de Sécession.
Il a été l’un des premiers écrivains afro-américains à obtenir une réputation nationale. Ainsi, il écrit les paroles de la comédie musicale, In Dahomey (1903), la première comédie musicale afro-américaine produite à Broadway.
Ses œuvres sont écrites pour beaucoup en anglais vernaculaire afro-américain du Sud avant la Guerre de Sécession. Il a également écrit en anglais classique des romans et de la poésie dont «Oak and Ivy» (1892), «Majors and Minors» (1896), «Lyrics of Lowly Life» (1896). Certaines de ses nouvelles et romans sont «Folks From Dixie» (1898), «The Uncalled» (1898), «The Strength of Gideon and Other Stories» (1900) et «The Sport of the Gods» (1902).
De 1889 à 1906, il est marié avec la poétesse, journaliste et activiste Alice Dunbar-Nelson. 
Atteint de tuberculose, il meurt à l'âge de 33 ans.
Ses œuvres ne sont pas traduites en français.